# 張德瀛
张德瀛（—1914年），字采珊，号清音堂。广东番禹（今廣州市）人。
张立镛之子。光绪十七年（1891）举人。长于诗词，亦能繪畫，尤長於畫梅，彩润不俗。有《耕煙詞》五卷、《詞徵》六卷。